# Sanshin Tetsudō
Die Sanshin Tetsudō (jap. 三信鉄道) war eine private Bahngesellschaft in Japan. Nach ihrer Gründung im Jahr 1927 baute und betrieb sie einen 67 km langen Abschnitt der späteren Iida-Linie. Dieser begann in Mikawa-Kawai in der Präfektur Aichi und führte nach Tenryūkyō in der Präfektur Nagano. Der Name des Bahngesellschaft setzte sich aus den jeweils ersten Kanji-Schriftzeichen der durchfahrenen historischen Provinzen Mikawa (三河) und Shinano (信濃) zusammen. Nachdem die Strecke 1943 in staatlichen Besitz übergegangen war, wurde das Unternehmen sieben Jahre später liquidiert.

## Geschichte

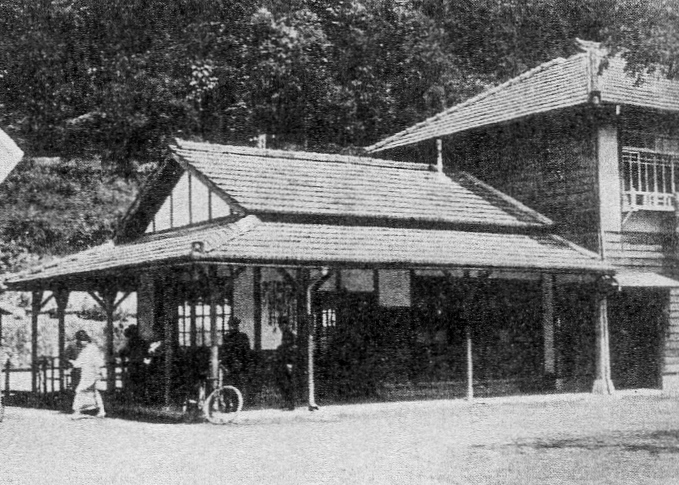
Bahnhof Mikawa-Kawai (1937)

Ab den 1890er Jahren bauten drei Bahngesellschaften in mehreren Etappen an der später so bezeichneten Iida-Linie: die Toyokawa Tetsudō und ihre Tochtergesellschaft Hōraiji Tetsudō von Süden her sowie die Ina Denki Tetsudō von Norden her. Nach drei Jahrzehnten reichten die Strecken einerseits von Toyohashi über Ōmi nach Mikawa-Kawai, andererseits von Tatsuno nach Tenryūkyō. Zwischen Mikawa-Kawai und Tenryūkyō fehlte noch ein 67 km langes Teilstück. Trotz des gebirgigen Geländes und der geringen Bevölkerungsdichte bestand der Wunsch, die zwei Stichstrecken miteinander zu verbinden. Zu diesem Zweck gaben die drei genannten Unternehmen gemeinsam die Vermessungsarbeiten in Auftrag, die im April 1927 begannen.
1926 hatten die Elektrizitätsunternehmen Tenryūgawa Denryoku und Tōhō Denryoku (beide später in der Chūbu Denryoku aufgegangen) eigene konkurrierende Konzessionsgesuche für Bahnstrecken in derselben Gegend eingereicht, mit deren Hilfe der Bau von Wasserkraftwerken am Tenryū erleichtert werden sollte. Die verschiedenen Interessenten fanden sich zusammen und gründeten am 20. Dezember 1927 eine neue Bahngesellschaft namens Sanshin Tetsudō mit Sitz in Tokio. Am Aktienkapital von zehn Millionen Yen waren die beiden Elektrizitätsunternehmen mit je 25 % beteiligt.
Der Streckenbau begann im August 1929; zu einem großen Teil kamen schlecht bezahlte koreanische Arbeiter zum Einsatz, um die Kosten möglichst tief zu halten. Die geologischen Verhältnisse waren schwierig, da die Strecke durch instabile Gesteinsschichten einer Verwerfungszone führt. Wiederholt kam es zu Streiks durch die Koreaner, die eine deutliche Verbesserung der Sicherheitsmaßnahmen und fristgerechte Bezahlung forderten. Aufgrund der Weltwirtschaftskrise geriet das Unternehmen in finanzielle Schwierigkeiten und sah sich 1931 zu einem mehrmonatigen Baustopp gezwungen. Nach einem Managementwechsel und der Zusicherung eines bedeutenden Darlehens durch die Mitsubishi Bank konnten die Arbeiten fortgeführt werden. Am 30. Oktober 1932 erfolgte die Eröffnung des ersten Abschnitts von Tenryūkyō nach Kadoshima.
Schritt für Schritt wurden weitere Streckenabschnitte in Betrieb genommen: am 21. Dezember 1933 von Mikawa-Kawai nach Tōei, am 11. November 1934 von Tōei nach Chūbu-Tenryū, am 15. November 1935 von Kadoshima nach Nukuta, am 26. April 1936 von Nukuta nach Hiraoka, am 10. November 1936 von Chūbu-Tenryū nach Tenryū-Yamamuro, am 29. Dezember 1936 von Tenryū-Yamamuro nach Ōzore und am darauf folgenden Tag von Hiraoka nach Kowada. Mit der Inbetriebnahme des letzten Teilstücks von Ōzore nach Kowada am 20. August 1937 konnte der durchgehende Betrieb aufgenommen werden. Die Sanshin Tetsudō übernahm den Fernverkehr zwischen Toyohashi und Tatsuno; aufgrund unterschiedlicher Fahrdrahtspannungen mussten jedoch in Tenryūkyō die Triebfahrzeuge ausgetauscht werden.
Da die Baukosten höher ausgefallen waren als ursprünglich angenommen, mussten im Güterverkehr höhere Preise verlangt werden, was sich wiederum negativ auf das Betriebsergebnis auswirkte. Während des Pazifikkriegs wollte die Regierung mehrere strategisch wichtige Privatbahnen, die nach der ersten Verstaatlichungswelle von 1906/07 gegründet worden waren, unter ihre Kontrolle bringen. Nachdem der Reichstag wie gewünscht ein Verstaatlichungsgesetz verabschiedet hatte, nahm das Eisenbahnministerium am 1. August 1943 die Bahnanlagen der Sanshin Tetsudō in Besitz und verschmolz sie mit jenen der drei anderen Bahngesellschaften zur Iida-Linie. Das Unternehmen blieb vorerst bestehen, benannte sich in Sanshin kōkūkiki um und fertigte Flugzeugteile. Es stellte im Juli 1945 die Produktion ein und begann daraufhin mit der Liquidation, die bis 1950 dauerte.